# Sümegprága
Sümegprága község Veszprém vármegyében, a Sümegi járásban. A település eredetileg Szent István magyar király korától az 1950-es megyerendezésig Zala vármegyéhez tartozott.

## Fekvése
Sümegprága Veszprém vármegyében található, Sümegtől 5 km-re, a Bakony lábánál, Sümeg és Keszthely között a Marcal patak völgyében fekszik. Délről lombos erdő, szőlő és gyümölcsös öleli körül, panorámája az Alpok havasait is láttatja.
Éghajlata erősen befolyásolt a Kisalföld felől érkező óceáni légtömegek és a Balaton mikroklímájának melegítő hatása által.

## Története
Első lakói cseh és morva szénégetők voltak, akiket a veszprémi püspök telepített le, valószínűleg a tatárjárást követő időkben. A község múltjára vonatkozó okmányok, régi iratok és plébániai anyakönyvek az 1748. évi nagy tűzvészben megsemmisültek, így csak néhány szegényes levéltári adat maradt az utókorra.
Az első hiteles oklevél 1436-ban említi meg, Praga néven. Ekkor a Sümegi várhoz tartozott. A veszprémi püspök birtokolta évszázadokon keresztül. A török hódoltság idején – 1563-1566 – a sümegi náhie Braga nevű falujának 11 háza 50 akcse adóval Hüsszein Diváne tímárja (hűbére) volt. Sümeghez tartozott 1632-ben is. Később a törökök elpusztították, és csak a XVIII. század elején népesült be ismét. Prága néven egészen 1902-ig szerepelt. Ekkor kapta a Sümeg előnevet, megkülönböztetésül más hasonló nevű helységektől. Sümegprágának 1939-ben 913 katasztrális hold területe és 718 lakosa volt. Lakóházaink száma 143. Római katolikus népiskola és továbbképzés működött a faluban. Lakossága tiszta magyar és római katolikus vallású volt. A község templomát Acsády Ádám veszprémi püspök építette 1740-ben. A község az 1950-es megyerendezésig Zala vármegye közigazgatási területe, Sümeg járási székhellyel. Püspökségi erdő vette körül a falut, mielőtt azokat a II. világháborút  követően a kommunista államhatalom elkobozta volna. A lakosság jó része részes arató volt a püspöki uradalomban; sokan vállaltak napszámot vagy sommásmunkát helyben és távoli vidékeken egyaránt. Néhányan a sümegi bazaltbányában dolgoztak.
1970-ben 839 lelkes községként tartották számon a tapolcai járásban. A sümegi járáshoz 1966. április 1-jéig tartozott. A tanácsválasztásokig Bazsi közigazgatási területe volt. 1969. július 1-jétől közös tanácsot alkotott a sümegi községi tanáccsal (1950-től 1969-ig önálló tanácsa volt). Napjainkban Bazsi községgel közös Körjegyzőséget tart fenn. A községnek hét utcája és 222 lakóháza van. Villanyt 1959-ben kapott. Korábban csak földút kötötte össze a külvilággal, ma portalanított bekötőútja van. Új, két tantermes iskolát és pedagóguslakásokat építettek 1968-ban. Később bővítették az iskolát újabb tantermekkel. Ma az épületben óvoda, könyvtári szolgáltatóhely és közösségi tér működik.  Vízvezetéket 1966-67-ben kapott a község. A lakosság 360 ezer forinttal és társadalmi munkával járult hozzá a vízműhöz, melynek munkái már 1949-ben megkezdődtek. Az önkormányzat épülete, melynek földszintjén az orvosi rendelő helyezkedik el, 1993-ban épült. Számos kőbányász dolgozott a sümegi bazaltkőbányában, amit 1967-ben villamosítottak, korszerűsítettek, - napjainkban már nem működik.
Sümegprágán 1959 márciusában alakult termelőszövetkezet, Új Tavasz néven. A sümegi Kossuth tsz-szel 1968. január 1-jén egyesült. Elsősorban állattenyésztéssel foglalkoztak. Ma 220 lakóháza és 551 lakója van.
A falu határában a Bakony kezdődő dombjain a mai napig szőlőültetvények és borospincék működnek. Ezekben elsősorban saját célra, hagyományos módon készülnek a borok, a vidék jellegzetes szőlőjéből a sötétlila színű Othello szőlőből.

## Közélete

### Polgármesterei
- 1990–1994: Hujber János (független)[3]
- 1994–1998: Hujber János (független)[4]
- 1998–2002: Hujber János (független)[5]
- 2002–2006: Hujber János (független)[6]
- 2006–2008: Hujber János (független)[7]
- 2008–2010: Csőbör Károly (független)[8]
- 2010–2014: Csőbör Károly (független)[9]
- 2014–2019: Hujber Csaba (független)[10]
- 2019–2024: Hujber Csaba (független)[11]
- 2024– : Hujber Csaba (független)[1]

A településen 2008. június 1-jén időközi polgármester-választást (és képviselő-testületi választást) tartottak, az előző képviselő-testület önfeloszlatása miatt. A választás három polgármesterjelöltje között elindult az addigi faluvezető is, de csak a második helyet tudta elérni.

## Népesség
A település népességének változása:
| Lakosok száma | 613  | 594  | 589  | 551  | 581  | 573  | 564  |
|               | 2013 | 2014 | 2015 | 2021 | 2022 | 2023 | 2024 |

A 2011-es népszámlálás során a lakosok 90,2%-a magyarnak, 0,8% németnek, 0,2% románnak, 0,2% szerbnek, 0,2% szlováknak mondta magát (9,8% nem nyilatkozott; a kettős identitások miatt a végösszeg nagyobb lehet 100%-nál). A vallási megoszlás a következő volt: római katolikus 82,1%, református 1,7%, evangélikus 0,2%, görög katolikus 0,2%, izraelita 0,2%, felekezeten kívüli 1,8% (14% nem nyilatkozott).
2022-ben a lakosság 95,4%-a vallotta magát magyarnak, 1,2% németnek, 0,3% cigánynak, 0,2% ukránnak, 0,2% szlovénnek, 1,4% egyéb, nem hazai nemzetiségűnek (4,5% nem nyilatkozott; a kettős identitások miatt a végösszeg nagyobb lehet 100%-nál). Vallásuk szerint 59,9% volt római katolikus, 1,7% református, 2,1% egyéb keresztény, 1% egyéb katolikus, 6% felekezeten kívüli (29,3% nem válaszolt).

## Nevezetességei
- Római katolikus templom
- A Balaton-felvidéki sajtút egyik állomása (Kalla Natúr Élelmiszerek)
- A Marcal folyó a falu határában ered

## Híres emberek
- Itt született Domonkos Béla bábművész

## Külső hivatkozások
- Európai borutak portál[halott link]
- Sümegprága az utazom.com honlapján[halott link]
- Sümegprága a Tourinfo.hu-n